# Boletus megalosporus
Boletus megalosporus är en svampart som beskrevs av Berk. 1859. Boletus megalosporus ingår i släktet rörsoppar och familjen Boletaceae.   Inga underarter finns listade i Catalogue of Life.